# 3 Odcinek Straży Granicznej (III Rzesza)
3 Odcinek Straży Granicznej (Grenzschutz-Abschnitts-Kommando 3, G-AK 3) – niemiecki oddział graniczny okresu III Rzeszy. Brał udział w niemieckiej agresji na Polskę we wrześniu 1939 w składzie VIII Korpusu Armijnego gen. piechoty Ernsta Buscha 14 Armii gen. piechota Wilhelma Lista.
Dowódcą tego oddziału był Generalleutnant Georg Brandt.